# سوميكو (ويسكونسن)
سوميكو (بالإنجليزية: Suamico, Wisconsin)‏ هي بلدة تقع في الولايات المتحدة في Brown County. يقدر عدد سكانها بـ 11,346 نسمة ومساحتها 153.90 كم2وترتفع عن سطح البحر 180 متر.

## التركيبة السكانية
قام مكتب تعداد الولايات المتحدة بتحديد بيانات التركيبة السكانية لسوميكو في تعداد الولايات المتحدة. في ما يلي، التركيبة السكانية حسب تعدادي 2000 و2010.

### تعداد عام 2000
بلغ عدد سكان سوميكو 8,686 نسمة بحسب تعداد عام 2000، وبلغ عدد الأسر 2,966 أسرة وعدد العائلات 2,544 عائلة مقيمة في القرية. في حين سجلت الكثافة السكانية 239.6 نسمة لكل ميل مربع (92.5/كم2). وبلغ عدد الوحدات السكنية 3,078 وحدة بمتوسط كثافة قدره 84.9 نسمة لكل ميل مربع (32.8/كم2).
وتوزع التركيب العرقي للقرية بنسبة 97.97% من البيض و 0.58% من الأمريكيين الأصليين و 0.38% من الأمريكيين ذوي الأصول الآسيوية و 0.09% من سكان جزر المحيط الهادئ و 0.22% من الأمريكيين الأفارقة و 0.62% من عرقين مختلطين أو أكثر.
بلغ عدد الأسر 2,966 أسرة كانت نسبة 45.1% منها لديها أطفال تحت سن الثامنة عشر تعيش معهم، وبلغت نسبة الأزواج القاطنين مع بعضهم البعض 78.1% من أصل المجموع الكلي للأسر، ونسبة 4.8% من الأسر كان لديها معيلات من الإناث دون وجود شريك، وكانت نسبة 14.2% من غير العائلات. تألفت نسبة 10.2% من أصل جميع الأسر من أفراد ونسبة 2.8% كانوا يعيش معهم شخص وحيد يبلغ من العمر 65 عاماً فما فوق. وبلغ متوسط حجم الأسرة المعيشية 3.15، أما متوسط حجم العائلات فبلغ 2.92.
بلغ العمر الوسطي للسكان 36 عاماً. وكانت نسبة 29.6% من القاطنين تحت سن الثامنة عشر، وكانت نسبة 5.8% بين الثامنة عشر والأربعة وعشرون عاماً، ونسبة 34.7% كانت واقعةً في الفئة العمرية ما بين الخامسة والعشرون حتى والأربعة وأربعون عاماً، ونسبة 24.8% كانت ما بين الخامسة والأربعون حتى الرابعة والستون، ونسبة 5.1% كانت ضمن فئة الخامسة والستون عاماً فما فوق. يوجد لكل 100 أنثى 105.6 ذكر، ويوجد لكل 100 أنثى في الثامنة عشر من عمرها فما فوق 104.4 ذكر.

### تعداد عام 2010
بلغ عدد سكان سوميكو 11,346 نسمة بحسب تعداد عام 2010، وبلغ عدد الأسر 4,092 أسرة وعدد العائلات 3,339 عائلة مقيمة في القرية. في حين سجلت الكثافة السكانية 312.0 نسمة لكل ميل مربع (120.5/كم2). وبلغ عدد الوحدات السكنية 4,235 وحدة بمتوسط كثافة قدره 116.5 لكل ميل مربع (45.0/كم2).
وتوزع التركيب العرقي للقرية بنسبة 97.4% من البيض و 0.7% من الأمريكيين الأصليين و 0.6% من الأمريكيين ذوي الأصول الآسيوية و 0.3% من الأمريكيين الأفارقة و 0.8% من عرقين مختلطين أو أكثر.
بلغ عدد الأسر 4,092 أسرة كانت نسبة 40.0% منها لديها أطفال تحت سن الثامنة عشر تعيش معهم، وبلغت نسبة الأزواج القاطنين مع بعضهم البعض 72.4% من أصل المجموع الكلي للأسر، ونسبة 5.7% من الأسر كان لديها معيلات من الإناث دون وجود شريك، بينما كانت نسبة 3.5% من الأسر لديها معيلون من الذكور دون وجود شريكة وكانت نسبة 18.4% من غير العائلات. تألفت نسبة 14.0% من أصل جميع الأسر من أفراد ونسبة 3.8% كانوا يعيش معهم شخص وحيد يبلغ من العمر 65 عاماً فما فوق. وبلغ متوسط حجم الأسرة المعيشية 3.05، أما متوسط حجم العائلات فبلغ 2.77.
بلغ العمر الوسطي للسكان 40.4 عاماً. وكانت نسبة 27.5% من القاطنين تحت سن الثامنة عشر، وكانت نسبة 5.6% بين الثامنة عشر والأربعة وعشرون عاماً، ونسبة 25.7% كانت واقعةً في الفئة العمرية ما بين الخامسة والعشرون حتى والأربعة وأربعون عاماً، ونسبة 33% كانت ما بين الخامسة والأربعون حتى الرابعة والستون، ونسبة 8.2% كانت ضمن فئة الخامسة والستون عاماً فما فوق. وتوزع التركيب الجنسي للسكان بنسبة 51.0% ذكور و49.0% إناث.